# ブローズグホーヴィ
ブローズグホーヴィ（古ノルド語：Blóðughófi。Blodughofiとも）は、スールルに名前が列挙される馬の1頭の名である。この馬は、北欧神話の豊穣神フレイのものとされている。
『スノッリのエッダ』第二部『詩語法』において、詩に次の馬の名が挙げられていると紹介された中に、ブローズグホーヴィまたはブローズホーヴという名前で登場する。
- 『ソルグリームの歌』 - 「ブローズグホーヴィという馬がいて、強力なアトリジ（＝フレイ）が乗る」
- 『カールヴの歌』- 「ベリの殺し手（＝フレイ）はブローズホーヴを御す」

しかしこのブローズグホーヴィが、『古エッダ』の『スキールニルの旅』に登場する（※第一部『ギュルヴィたぶらかし』37章には登場しない）、フレイが召使いのスキールニルに与えた馬と同一の馬なのかは明示されていない。